# Plakortis halichondrioides
Plakortis halichondrioides är en svampdjursart som först beskrevs av Wilson 1902.  Plakortis halichondrioides ingår i släktet Plakortis och familjen Plakinidae.
Artens utbredningsområde är Puerto Rico. Inga underarter finns listade i Catalogue of Life.